# غاري كلارك جونيور
غاري كلارك جونيور (بالإنجليزية: Gary Clark Jr.)‏ هو مغني أمريكي ولد في 15 فبراير 1984 في مدينة أوستن ،تكساس. اشتهر بمزجه لموسيقى البلوز والروك والسول مع عناصر الهيب هوب. في عام 2011 وقع كلارك مع شركة Warner Bros Records وأصدر The Bright Lights

## وصلات خارجية
- غاري كلارك جونيور على موقع IMDb (الإنجليزية)
- غاري كلارك جونيور على موقع ألو سيني (الفرنسية)
- غاري كلارك جونيور على موقع ميوزك برينز (الإنجليزية)
- غاري كلارك جونيور على موقع رولينغ ستون (الإنجليزية)
- غاري كلارك جونيور على موقع أول موفي (الإنجليزية)
- غاري كلارك جونيور على موقع أول ميوزيك (الإنجليزية)
- غاري كلارك جونيور على موقع ديسكوغز (الإنجليزية)
- غاري كلارك جونيور على موقع كينوبويسك (الروسية)